# 海拉尔东路街道
海拉尔东路街道，是中华人民共和国内蒙古自治区呼和浩特市新城区下辖的一个乡镇级行政单位。该街道南临海拉尔大街及胜利路，北靠京包公路，西至赛罕路与回民区相邻，东至兴安北路。

## 行政区划
海拉尔东路街道下辖以下地区：
公主府社区、赛马场社区、内蒙古军区社区、哲里木路社区、体校巷社区、内蒙古工业大学社区、公安厅社区、长海社区、气象局东巷社区和八一路社区。